# Église Saint-Remy d'Antheny
L'église Saint-Rémy est une église située à Antheny, en France.

## Description
L'église Saint-Rémi est une église fortifiée dès le XIIIe siècle, et ses défenses ont été encore renforcées aux XVe et XVIe siècles. Dans le cimetière, une croix en fer forgé a été classée par les monuments historiques.

## Localisation
L'église est située sur la commune d'Antheny, dans le département de l'Ardennes.